# خصر
الخصر (بالإنجليزية: Waist)‏ هو جزء من البطن بين القفص الصدري والوركين. وعند أجسام البشر المتناسقة، يعتبر الخصر هو أضيق جزء من الجذع. ومنطقة الخصر عند المرأة تميل أن تكون أضيق من عند الرجل. يشير محيط الخصر إلى الخط الأفقي حيث يكون الخصر أضيق، أو إلى المظهر العام للخصر.

## بناء
لهذا السبب ولأن الخصر غالبًا ما يكون مرادفًا للمعدة، يمكن للمرء أن يشعر بالارتباك فيما يتعلق بموقع الخصر بالضبط. عامل محير آخر هو أن محيط الخصر يختلف باختلاف الأشخاص. أظهرت دراسة أن القياسات المبلغ عنها ذاتيًا على عكس القياس الذي أجراه فني، قللت من تقدير محيط الخصر وهذا الاستخفاف زاد مع زيادة حجم الجسم. في الدراسة، كان محيط الخصر المقاس على مستوى السرة أكبر من محيط الخصر الطبيعي. لتحديد محيط الخصر الطبيعي، يحتاج المرء ببساطة إلى الوقوف منتصبًا ثم إمالة الجانب مع الحفاظ على استقامة الساقين والوركين. حيث تكون تجاعيد الجذع هي محيط الخصر الطبيعي.

### قياس الخصر
عادة ما يتم قياس الخصر عند أصغر محيط للخصر الطبيعي، وعادة ما يكون فوق زر البطن مباشرة. عندما يكون الخصر محدبًا وليس مقعرًا، كما هو الحال في الحمل والسمنة، يمكن قياس الخصر على مستوى رأسي 1 بوصة فوق السرة.
بدقة، يقاس محيط الخصر عند مستوى منتصف المسافة بين أدنى ضلع محسوس وقمة الحرقفي، على التوالي عادةً 60% و 64% من الارتفاع الكلي. يمكن توقعه بنسبة 72% من ارتفاع العنق. تقريب بديل، وثيق الصلة بالقياسات البشرية، هو صغير من الظهر (SOB) + 2 سم.
من المهم ملاحظة أن المتغيرات مثل الموقف تؤثر بشكل كبير على قياس الخصر، وبالتالي فإن أي قياسات لمجموعة ما تحتاج إلى الحفاظ على وضعية ثابتة بين الأشخاص.
حجم الخصر (محيط الخصر) مؤشر على السمنة في منطقة البطن. الدهون الزائدة في منطقة البطن هي عامل خطر للإصابة بأمراض القلب والأمراض الأخرى المرتبطة بالسمنة. أظهرت دراسة نُشرت في المجلة الأوروبية للقلب في أبريل 2007 أن محيط الخصر ونسبة الخصر إلى الورك (يُعرَّف بأنه محيط الخصر مقسومًا على محيط الورك) كانا منبئات لأحداث القلب والأوعية الدموية. يصنف المعهد الوطني للقلب والرئة والدم (NHLBI) خطر الإصابة بالأمراض المرتبطة بالسمنة على أنه مرتفع إذا كان محيط الخصر للرجال أكبر من 102 سنتيمتر (40 بوصة) والنساء محيط الخصر أكبر من 88 سنتيمتر (35 بوصة). علاوة على ذلك، فإن ما إذا كان محيط الخصر أو مؤشر كتلة الجسم هو مؤشر أفضل على النتائج الصحية الضارة أمر مثير للجدل. على سبيل المثال، أولئك الذين يرفعون الأوزان قد يكون مؤشر كتلة الجسم لديهم مرتفعًا ولكنهم معرضون لخطر منخفض نسبيًا للتأثيرات القلبية الوعائية. بالنسبة لهؤلاء الأشخاص، قد يكون محيط الخصر مؤشرًا أفضل للصحة العامة. أظهرت الأبحاث الحديثة أنه يمكن التنبؤ بمحيط الخصر من خلال وظائف المخ، وبالتالي التقاط الفيزيولوجيا المرضية السلوكية العصبية للسمنة.

### نسبة الخصر إلى الورك
نسبة الخصر إلى الورك هي نسبة محيط الخصر إلى محيط الوركين. يقيس نسبة توزيع الدهون حول الجذع.
ثبت أن نسب الخصر إلى الورك البالغة 0.7 للنساء و 0.9 للرجال ترتبط ارتباطًا وثيقًا بالصحة العامة والخصوبة. بالعامية، يتم مقارنة هذا الشكل بشكل الساعة الرملية.

## المجتمع والثقافة

### موضه
عادة يتم ارتداء الأحزمة حول الخصر. ويمكن أيضا ارتداء المجوهرات، مثل سلسلة البطن، حول الخصر.
في الملابس الحديثة، المنطقة المشار إليها بالخصر تقع إلى حد كبير تحت الخصر كما هو محدد تشريحيًا. مع ظهور البنطلونات والتنانير التي لا تتطلب دعمًا من الأعلى، تحرك خصر الملابس لأسفل إلى وضع يبدأ فيه الجسم في التمدد لتشكيل الأرداف وبالتالي يتوفر الدعم. ومع ذلك، لا تزال منطقة الخصر مقياسًا مهمًا للغاية ومعلمًا لقياس الوزن البشري في صناعة الملابس.
يمكن ارتداء المجوهرات، مثل سلسلة البطن، حول الملابس أو الخصر التشريحي.

### تصغير الخصر والتدريب
يشير تدريب تصغير الخصر أو الخصر إلى فعل ارتداء مشد أو أي ملابس ضيقة أخرى لتقليل أو تغيير محيط الخصر. يمكن ضغط الأضلاع الأربعة العائمة أو تحريكها بشكل دائم بواسطة هذه الملابس. يمكن أيضًا استخدام حزام لتغيير مظهر الخصر.
يمكن استخدام تصغير الخصر ببساطة لتقليل عرض الخصر. يمكن أن يكون هذا التغيير دائمًا أو مؤقتًا.
يمكن استخدام تدريب الخصر لتحقيق شكل خصر دائم معين، مثل الخصر الأنبوبي.

## التاريخ

### علم أصول الكلمات
التعريف: «الجزء الأوسط من الجسم،» أيضًا «جزء من الثوب المناسب للخصر، وجزء من الثوب الذي يغطي الخصر» (ولكن بسبب أنماط الموضة، غالبًا ما يكون فوقه أو أسفله)، ربما من اللغة الإنجليزية القديمة * wæst «النمو،» ومن ثم، «حيث ينمو الجسم،» من Proto-Germanic * wahs-tu- (cognates: Old English wæstm، Old Norse vöxtr، Swedish växt، Old High German wahst «growth، زيادة،» Gothic wahstus «المكانة،»weaxan الإنجليزية القديمة«لتنمو».

## قياسات الخصر
تقول منظمة الصحة العالمية ان زيادة محيط الخصر عن 95 سم عند الرجال و 80 سم عند السيدات يعد أمراً مقلقاً. ويستخدم قياس محيط الخصر عند الاشخاص المصنفين عاديين أو زائدي الوزن.
وتلخص المنظمة بعض النصائح لاستخدام طريقة قياس محيط الخصر:
- يقوم الشخص اولا بتحديد منطقة القياس الصحيحة وتكون اعلى عظام الحوض الجانبية التي تمثل نهايات عظم الفخذ وهي المنطقة التي يثبت عليها حزام الوسط.
- يلف شريط القياس حول الوسط عند المنطقة المحددة.
- يراعي الزفير وعدم كتم التنفس أو محاولة شفط البطن حتى يكون القياس دقيقاً.
- التأكد من عدم كون شريط القياس اوسع أو اضيق من اللازم على الخصر كما يعمل الشخص على عدم امساك الشريط بميل.
- عدم القياس فوق ملابس سميكة حتى لا تضيف إلى القياس.
قم بقياس محيط خصرك بشريط القياس المخصص لذلك حيث يعتمد محيط خصرك كذلك كمؤشر لتحديد الأخطار الصحية الكامنة، حيث اظهرت الدراسات ان زيادة تجمع الدهون في منطقة الخصر تعتبر مؤشر قوي على زيادة احتمالات الإصابة بامراض مثل السكر النوع الثاني وارتفاع ضغط الدم وامراض القلب الوعائية (خصوصا إذا كان مؤشر كتلة الجسم يقع ما بين 25 – 34.9)، استعن بالجدول أدناه لمقارنة قياسك مع الأرقام الدقيقة الواردة فيه، سجل قياس خصرك الحالي ودرجة الخطر في قسيمة الهدف المطلوب لضبط الوزن:
| الجنس | الخطر الشديد | الخطر الشديد الفعلي |
| ----- | ------------ | ------------------- |
| رجل   | 94 سم        | 102 سم              |
| امرأة | 80 سم        | 88 سم               |

 تخسيس الخصر والتدريبات 
اتّباع نظام غذائي سليم هو من أفضل الطرق على الإطلاق لإزالة الدهون الزائدة وحرقها خصوصا في منطقتي البطن والخصر، وهو يشمل شرب كميات كبيرة من الماء والحرص على تناول أطعمة تحتوي على نسب قليلة من السعرات الحرارية والإكثار من البروتينات والابتعاد عن الوجبات السريعة والسكريات والإكثار من تناول الشاي الأخضر والبمبلموس والقرفة فهي تقلل من الشهية وممارسة التمارين الرياضية بشكل منتظم، أو مزاولة رياضة المشي السريع لمدة نصف ساعة على الأقل للأشخاص الذين يتعبون بسرعة.
بالإضافة إلى شرب شاي الزنجبيل المهم لتنحيف منطقة الخصر والبطن
وترك وجبة العشاء الدسمة وابدالها بسلطة خضار أو تفاح اخضر